# Weingut Salwey

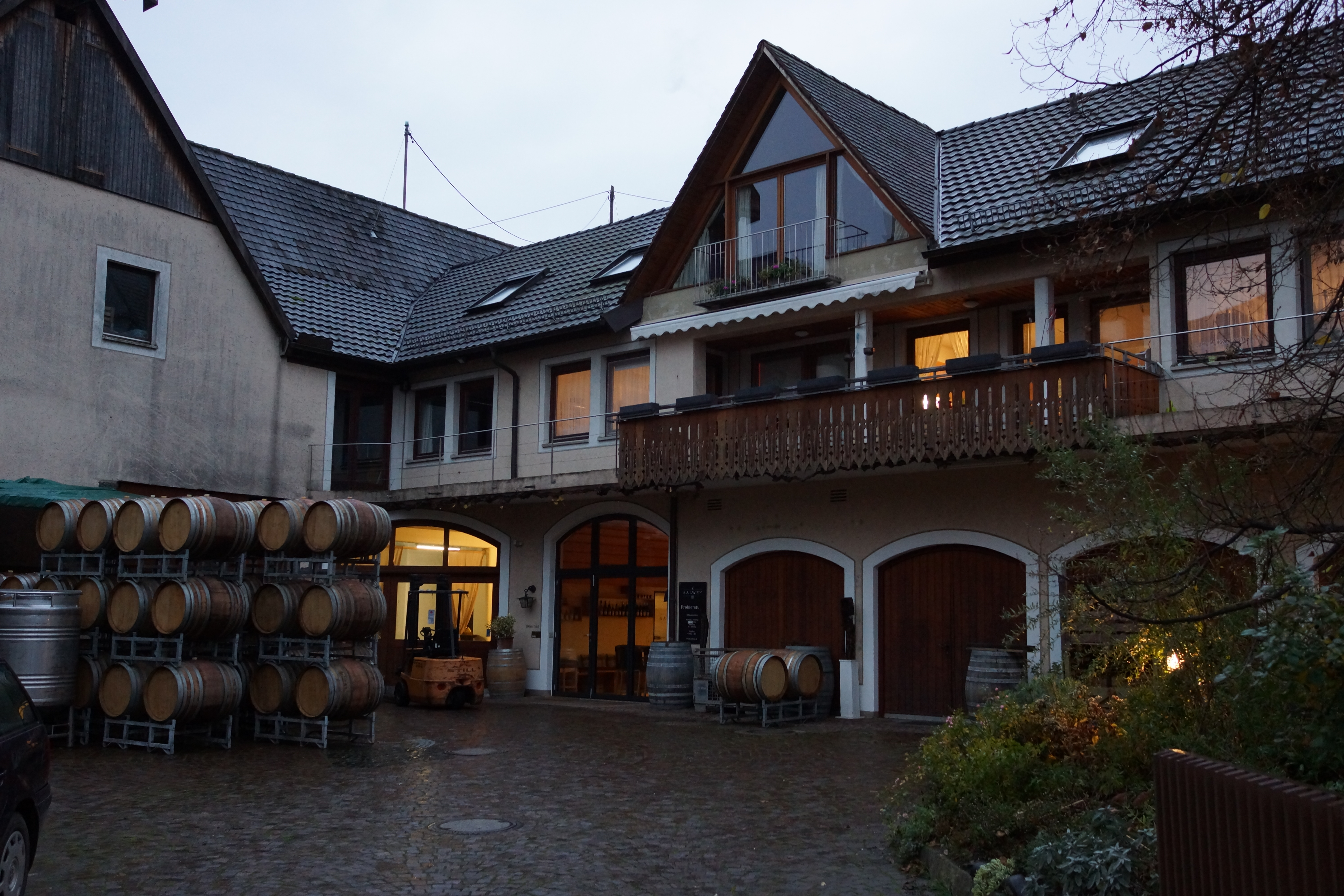
Hof des Weinguts

Das Weingut Salwey in Oberrotweil  im Kaiserstuhl ist ein Weingut mit Brennerei im deutschen Weinanbaugebiet Baden. Der Betrieb ist seit 1740 in Familienbesitz, seit drei Generationen werden die Weine dort unter dem Namen Salwey ausgebaut.

## Rebsortenspiegel
Auf rund 50 Hektar Rebfläche werden überwiegend weiße Rebsorten angebaut. Es werden die klassischen Kaiserstühler Rebsorten Grau-, Weiß- und Spätburgunder kultiviert. Mit einem Anteil von je 40 % der Gesamtrebfläche sind die Sorten Grauburgunder und Spätburgunder die dominanten Rebsorten, daneben hat der Weißburgunder mit 16 % noch einen nennenswerten Anteil. Die übrigen 4 % verteilen sich auf Chardonnay und Sauvignon Blanc.

## Lagen
Selbst bewirtschaftet werden Rebflächen in den Lagen Oberrotweiler Kirchberg, Eichberg und Henkenberg sowie Glottertaler Eichberg. Die Spitzenlagen sind Kirchberg und Henkenberg, vom Verband Deutscher Prädikatsweingüter (VDP) als „Große Lagen“ anerkannt. Nur diese von dem Weingut bewirtschafteten Spitzenlagen werden auf den Etiketten ausgewiesen. Die Kennzeichnung „Große Lage“ soll als Einzellagenbezeichnung eine Vergleichbarkeit mit der Lagenklassifikation ähnlich Elsass bzw. Burgund Grand Crus erlauben.
Das Besondere der Oberrotweiler Lagen Kirchberg ist das vulkanische Verwitterungsgestein Tephrit im Untergrund, welches ein gleichkörnig-feinkristallines bis porphyrisches Gefüge zeigt. Die Parzellen am Eichberg stehen auf einem Kegel aus schwarzer Vulkanasche und dunklem, porösen Tuff. Der Henkenberg besteht aus erkalteten, verwitterten Lavaböden, der mit Kalkeinschlüssen durchzogen ist. Diese Melange wird von dunkler Vulkanasche überlagert. Löß findet sich am Käsleberg. Insbesondere bei den Burgunderrebsorten ist bei entsprechender Bewirtschaftung eine unverkennbare vom Bodencharakter geprägte Aromatik und Stilistik des Weines möglich. Bei Salwey wird mit jedem neuen Jahrgang versucht, die Eigenheiten der Bodenstruktur im Zusammenspiel mit den anderen prägenden Qualitätsfaktoren feiner und genauer herauszuarbeiten, um unverwechselbare, eigenständige Weine zu erzeugen.

## Vinifikation
Unter der Bezeichnung „RS“ (Selektionsweine/Ortsweine) werden Weine aus den ältesten Rebbeständen produziert, die sowohl im Barrique, als auch in traditionellen Stück- bzw. Halbstückfässern aus Eiche ausgebaut werden. Das Weingut erzeugt ausnahmslos trockene Weine. Ihr Charakter wird einzig von Sorte und der Mineralität des vulkanischen Terroirs bestimmt, wozu auch Spontangärung beiträgt. Die Weine werden zu großen Teilen in Holzfässern aus heimischer Eiche ausgebaut und reifen in einem eigenen Bergkeller, der von der Probierstube aus ebenerdig zugänglich ist. Die Weine kommen nicht vor Mai des Weinwirtschaftsjahres auf die Flasche.

## Auszeichnungen & Vereinigungen
Das Weingut ist seit 1926 Mitglied im Verband Deutscher Prädikatsweingüter. In den letzten Jahren erhielt das Gut folgende Ehrungen und Auszeichnungen (kein Anspruch auf Vollständigkeit): 
- Aufsteiger des Jahres 2016 über die 4. Traube im Gault-Millau Weinguide Deutschland

„Der Name Salwey klingt weit über die Grenzen Badens hinaus wie Donnerhall für große, langlebige Spätburgunder sowie elegante Weiß- und Grauburgunder. Auch im internationalen Kollegenkreis genießen diese Kaiserstühler Charakter-Gewächse das denkbar beste Renommee.“

„Talent, Passion und Fingerspitzengefühl... Merkmale, die dem Menschen Konrad Salwey zuzuordnen sind.“

- „Eichelmann Deutschlands Weine“ prämierte das Weingut als hervorragendes Weingut mit vier Sternen '''****'''
- Der Feinschmecker bewertet Salwey mit vier F

Für Robert Parker bewertet Stephan Reinhardt und im Auftrag von Jancis Robinson der Verkoster Michael Schmidt die Weinangebote.
Das Weingut ist Mitglied bei Slow Food und im Deutschen Barrique-Forum.